# The Power of Love (10cc)
The Power of Love is een single van 10cc. Het is afkomstig van hun album Ten out of 10.
Het lied is geschreven door Andrew Gold, Eric Stewart en Graham Gouldman. Het is een van de nummers die dit trio had geschreven voor het album Ten out of 10, waarbij Andrew Gold ook als producer zou gaan werken. Het liep echter anders, 10cc bestaande uit Stewart en Gouldman vertrokken vanuit de Verenigde Staten terug naar Engeland en maakte het album zonder Gold en zonder de liedjes die ze gezamenlijk hadden opgenomen. Het lied verscheen echter wel op de Amerikaanse persing van de langspeelplaat.
Het lied gaat over een avondje gezellig thuis, waarbij het vriendinnetje onder invloed van The Power of Love wordt verleid door de zanger. Ze kan de The Power of Love niet weerstaan.Het tweede couplet gaat over de problemen in een restaurant, de gast ziet een knappe vrouw voorbij lopen en is direct afgeleid: The Power of Love.
B-kant You're Coming Home Again stond noch op de Europese noch op de Amerikaanse versie van het album. De single is in Europa onbekend gebleven.
Graham Gouldman · Eric Stewart · Kevin Godley · Lol Creme

Paul Burgess · Rick Fenn · Stuart Tosh · Duncan Mackay · Tony O'Malley